# Wolle Kriwanek

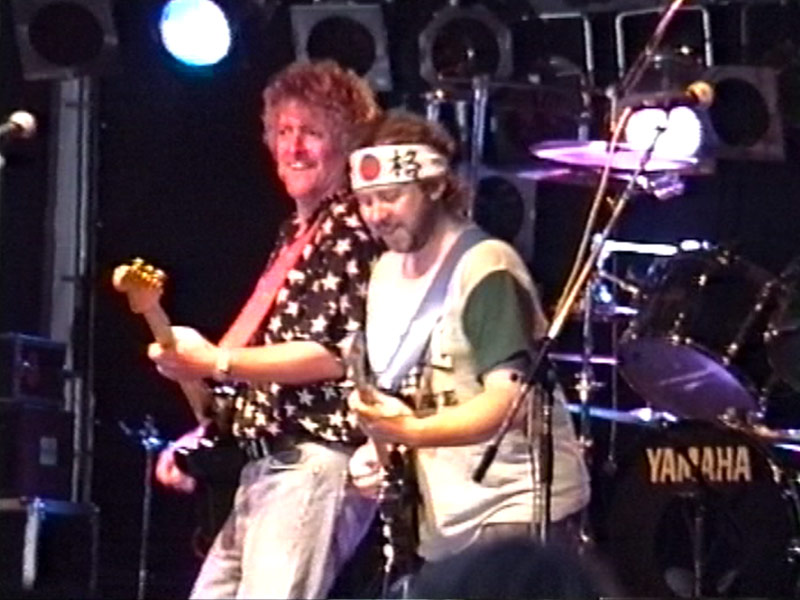
Wolle Kriwanek (links) mit Paul Vincent (rechts) bei einem Konzert der Wolle Kriwanek Band in Eppingen 1992

Wolfgang „Wolle“ Kriwanek (* 29. Dezember 1949 in Stuttgart-Stammheim; † 20. April 2003 in Backnang) war ein schwäbischer Musiker, der als Sänger von Blues und Rockmusik mit schwäbischen Texten bekannt wurde.

## Biographie

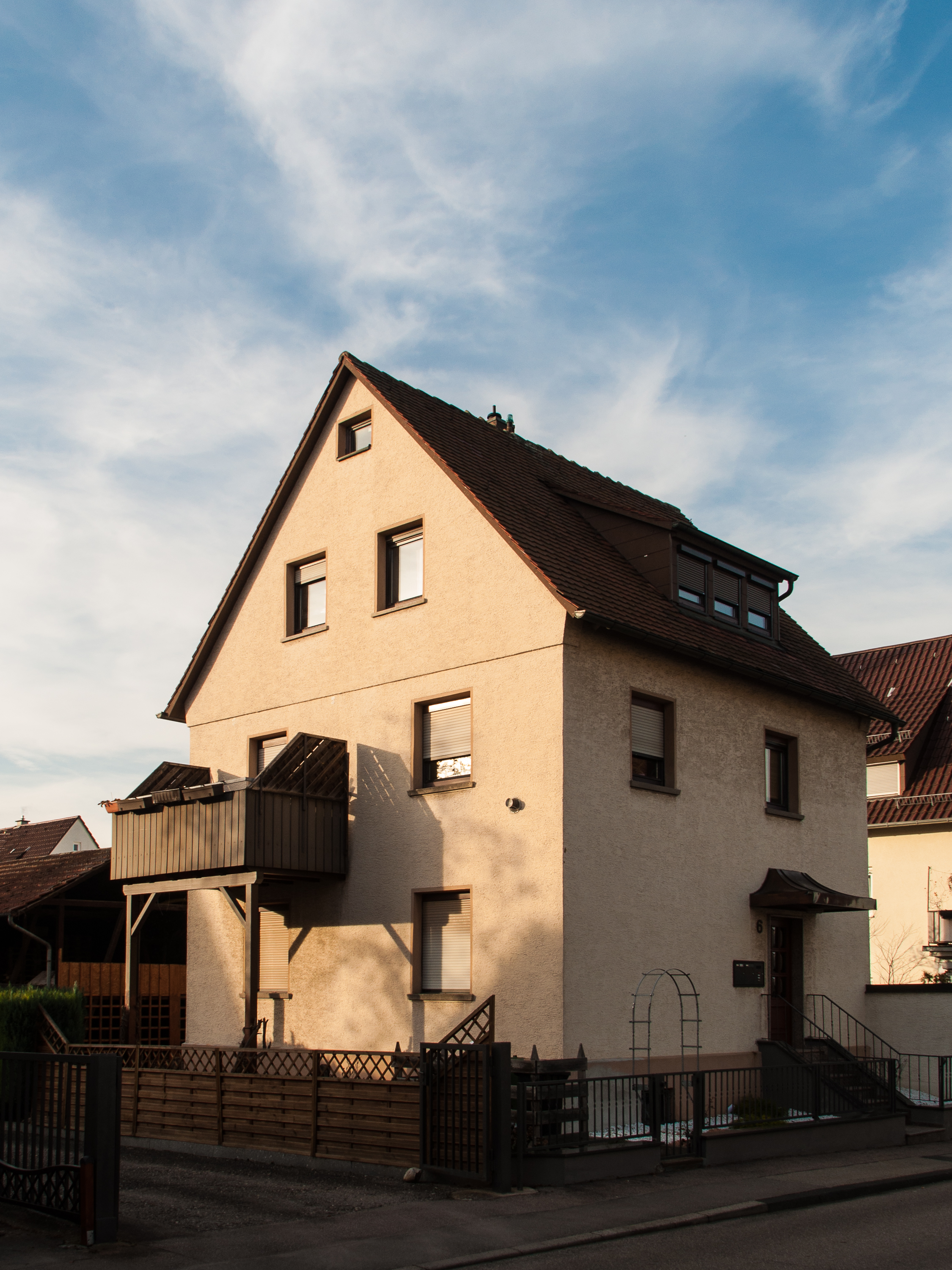
Kriwaneks Elternhaus in Stuttgart-Stammheim

Kriwanek wurde in Stuttgart-Stammheim geboren und wuchs dort auch auf. In seine Jugendzeit datieren seine ersten musikalischen Erfahrungen. Als sein "Erweckungserlebnis" gilt ein Mitte der 1960er Jahre im Fernsehen übertragenes Konzert von Mahalia Jackson, das er später im Lied Sing Hallelujah beschrieb. Kriwanek verband als einer der ersten Musiker Deutschlands Blues und Rockmusik mit Dialekt im Allgemeinen und dem Schwäbischen im Besonderen. Er nahm bereits in den 1960er Jahren an Nachwuchswettbewerben teil, hatte jedoch erst im Lauf der 1970er Jahre, als deutschsprachige Rockmusik sich zu etablieren begann, musikalischen Erfolg.
1969 machte er sein Abitur am Wirtschaftsgymnasium in Stuttgart und studierte anschließend bis 1972 Englisch und Geographie an der Pädagogischen Hochschule in Ludwigsburg. Von 1972 bis 1974 unterrichtete er an der Sonderschule für Lernbehinderte in Ditzingen. Von 1974 bis 1976 studierte er an der Pädagogischen Hochschule Reutlingen (heute Fachbereich Sonderpädagogik der Pädagogischen Hochschule Ludwigsburg) Lernbehinderten- und Verhaltensgestörtenpädagogik. Das 2. Staatsexamen legte er im Zeitraum von 1976 bis 1980 an der „Metter“-Schule (Schule für Lernbehinderte) in Bietigheim-Bissingen ab. Danach schlossen sich wegen des erfolgreichen Verlaufs seiner musikalischen Karriere einige Jahre als Berufsmusiker an.
Mitte der 1980er kehrte Wolle Kriwanek in seinen ursprünglichen Beruf als Lehrer zurück, mit neuem Wohnsitz in Backnang. Seit 1986 arbeitete er an der Bodenwaldschule der Paulinenpflege Winnenden, einer Sonderschule für Erziehungshilfe in Winnenden.
Er war lange Jahre Juror beim Nachwuchsfestival im Rahmen des Straßenfests in Backnang und schrieb in den 1990er Jahren in der überregionalen Zeitung „Sonntag Aktuell“ eine Kolumne über Nachwuchsmusiker. 1996 wurde er der erste Vorsitzende der Rockstiftung Baden-Württemberg mit Sitz in Baden-Baden. Aus dieser Initiative entstand 2003 die Popakademie Baden-Württemberg in Mannheim, Deutschlands erster Hochschule, an der Künstler und Musikmanager ein fundiertes Studium belegen können.
Er starb unerwartet im April 2003 durch eine Ruptur einer Arterie, die auf eine angeborene Herzgefäßschwäche zurückging, die zeit seines Lebens unentdeckt geblieben war.
Kriwanek war verheiratet und hatte einen Sohn.

## Musikalische Laufbahn
Seine ersten Versuche Ende der 1960er Jahre, mit schwäbischen Texten den Blues zu singen, wurden beim Stuttgarter Radiosender SDR noch weitgehend ignoriert. Kriwaneks erster Erfolg war sein Sieg mit dem Lied Sunny beim Schlagerwettbewerb auf dem Backnanger Straßenfest im Jahr 1971. Im Jahre 1975 ebnete sowohl sein Sieg beim SDR-Wettbewerb „Bester Liedermacher von Baden-Württemberg“ als auch der Erfolg der deutschsprachigen Rockmusik von Udo Lindenberg dem Schwaben den Weg in die Massenmedien, etwa zu einem Auftritt bei der ZDF-Drehscheibe, wo er seinen Titel Lila Tilla, ein von einem Ragtime-Klavier unterlegtes Spottlied über die farblichen Vorlieben einer Dame, allerdings Hochdeutsch sang.
In mehreren Stücken verband Kriwanek schwäbische Texte mit englischen Ausdrücken auf doppeldeutige Weise, so z. B. auf der 1976 erschienenen Single Badwanna Blues, in dem schlicht das traditionelle Wannenbad am Samstagabend vor der ARD-Sportschau beschrieben wird („Dann feel I me so wohl, vom Kopf bis runter zur soul“) oder auch in dem späteren Titel Reggae Di uff?.
Kriwaneks Karriere war seit 1975 geprägt von der Zusammenarbeit mit Paul Vincent, der fast alle Lieder zusammen mit Kriwanek schrieb und dessen schwäbischen Gesang mit der Slide-Guitar unterstützte. Ende der 1970er bis Anfang der 1980er brachten die beiden mehrere LPs heraus, meist als Wolle Kriwanek & Schulz Bros. Zu jener Zeit entstand das Lied Stroßaboh, eine musikalische Hetzjagd nach der letzten Straßenbahn der Linie 5, die an diesem Abend jedoch ohne den Sänger abfährt. In einer englischen Version erreichte der Song in der Verkaufshitparade des Vereinigten Königreiches den 10. Platz.
Einen ironischen Kommentar auf den damaligen Weltraum-Boom, der u. a. in den Büchern von Erich von Däniken oder in dem Film Unheimliche Begegnung der dritten Art zum Ausdruck kam, sowie das Selbstverständnis der Schwaben enthielt 1977 Kriwaneks Lied UFO, bei dem ein Wanderer von einer Fliegenden Untertasse überrascht wird. Den Versuch, den Besuchern aus dem Weltall auf Hochdeutsch Auskunft zu erteilen, erwidern diese mit der Aufforderung „Mensch, Kerle, schwätz Schwäbisch, wie mir au!“. Kriwanek verarbeitete auch Motive aus dem Volksgut, darunter die Winterlieder Draußa em Wald, Es schneielet und En meiner Stuaba, von denen er schwäbische Bluesrock-Versionen einspielte, oder das von einem Kinder-Abzählreim inspirierte Enne Denne Dubbe Denne.
Kriwaneks Texte behandelten zumeist die Lebenswelt einfacher Menschen und beschrieben dabei ironisch die Träume von Kleinbürgern, so etwa dem Büroangestellten, der im Lied Babylon von einem Leben als Pharao samt grenzenlosem Reichtum und Macht phantasiert, vom Bankangestellten, der sich im Lied Easy Rider beim Geldzählen durch den Traum von einer Harley-Davidson ablenken lässt, oder vom arroganten Fahrer eines Mercedes 500 SE, der sich im so genannten „PS-Walzer“ I fahr Daimler letztlich nur als Chauffeur entpuppt.

Anfang der 1980er war Wolle Kriwanek häufig bei Südwest 3 zu Gast, u. a. bei einem Auftritt zusammen mit Caterina Valente.
Auch nachdem er Mitte der 1980er Jahre wieder in den Lehrberuf zurückgekehrt war, trat er weiterhin als Musiker auf. Zur Wolle Kriwanek Band zählten damals neben Kriwanek mit Gesang und an der Gitarre und dem langjährigen Mitstreiter Paul Vincent († 2016) an der Slide-Guitar noch Mick Brehmen († 2010) am Bass, Dieter Stümpfl am Schlagzeug und Uli Eisner am Mischpult.
Für mehrere sportliche Anlässe hat Kriwanek die Musik beigesteuert, so den Titel Ready, Steady, Go! für die Leichtathletik-Europameisterschaften 1986 in Stuttgart, einen Song für die Silver Arrows von Mercedes in der Formel 1, und den Titel Stuttgart kommt! für den VfB Stuttgart der aktuell die Stadionhymne ist. Sein letztes Werk war ein Lied zur innerdeutschen Bewerbung von Stuttgart für die Olympischen Spiele 2012.
Die Wolle Kriwanek Band trat seit Kriwaneks Tod 2003 weiter unter dem Namen Vincent Rocks auf.

## Würdigung

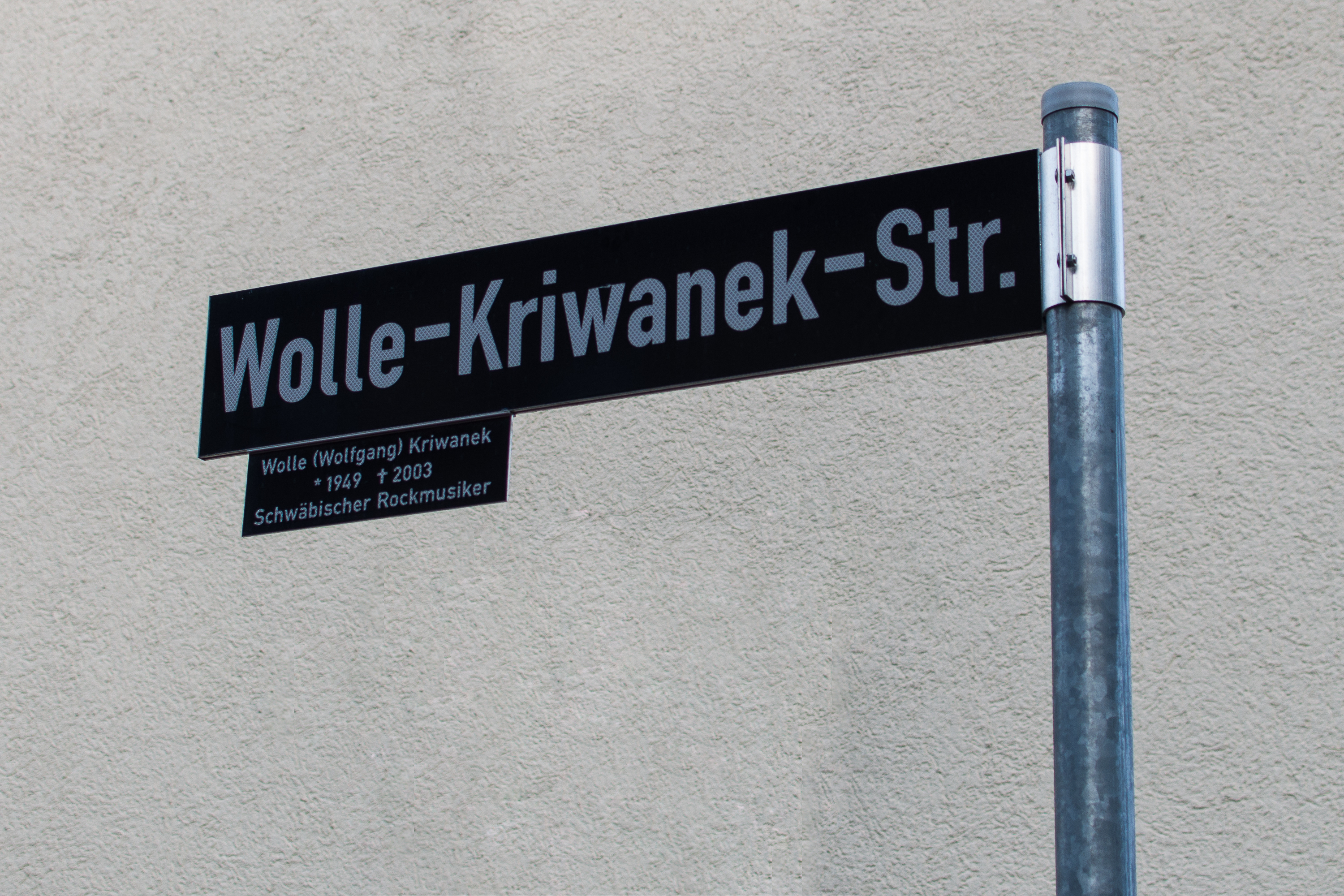
Straßenschild der Wolle-Kriwanek-Straße

Am 18. Mai 2009 wurde in Stuttgart-Stammheim die Wissmannstraße, in der Kriwanek aufgewachsen ist, ihm zu Ehren umbenannt in Wolle-Kriwanek-Straße. In Backnang gibt es einen Wolle-Kriwanek-Weg.

## Diskografie

### Alben auf LP bzw. CD
- 1977: Kopf oder Zahl (Polydor)
- 1977: Schwäbische Trilogie (Polydor)
- 1980: Wolle Kriwanek & Schulz Bros. (Phonogram)
- 1981: Let's fetz (Phonogram)
- 1982: Kriwanek & Vincent (Phonogram)
- 1983: Außer Betrieb (Ariola)
- 1984: Schwabenrock (Best of …) (Phonogram)
- 1988: So und nicht anders (Bellaphon)
- 1992: Hot Wollé (Bell Records)
- 1993: Bescht of… live (Bell Records)
- 1995: Gute Unterhaltung (Bell Records)
- 2002: Zucker & Salz (Bell Records)
- 2003: Spätlese (Bell Records)
- 2003: Schwabenrock pur – Das Beste aus 28 Jahren (Pappschuber mit den fünf Original-Alben seit 1992; Bell Records)

### Singles
- 1976: Badwanna Blues / Denn I Mog Di (Polydor)
- 1977: Lila Tilla / Mei Frau, der Drache (Polydor)
- 1980: Die Stroßaboh / UFO (Philips/Phonogram)
- 1980: Babylon / Enne denne dubbe denne (Philips/Phonogram)
- 1982: I bin für die bloß der Neger / Hey Joe (Vertigo/Phonogram)
- 1983: Frauen in Uniform / Komm vorbei (Ariola)
- 1984: Easy Rider / Außer Betrieb (Ariola)
- 1986: Ready Steady Go (unter dem Projektnamen Take Off, Titelsong zu den Leichtathletik-Europameisterschaften) (Teldec)
- 1995: Gib deim Herz'n Stoß (Bell Records)
- 1995: Die große Flut (Bell Records)
- 1996: Stuttgart kommt (Bell Records)
- 1998: Silver Arrow (unter dem Projektnamen Grip) (Intercord)
- 2003: Olympia – Ich hab einen Traum (Bell Records)
- 2003: Gib deim Herz'n Stoß 2003 (Bell Records)

## Auszeichnungen
- 1967: Zweiter Preis beim SDR-Nachwuchs-Wettbewerb – Beste Amateurband von Baden-Württemberg
- 1971: Erster Preis beim Sängerwettstreit auf dem Backnanger Straßenfest
- 1975: Erster Preis beim SDR-Wettbewerb – Bester Liedermacher von Baden-Württemberg
- 2000: Der Regionaut (heute: Hans-Peter-Stihl-Preis) 2000 des Forum Region Stuttgart